# Ludovico II Lodron

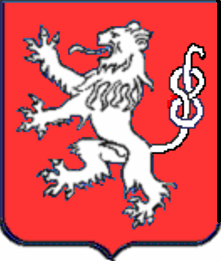
Stemma dei Lodron

Il conte Ludovico II Lodron (1558 – Trento, 1604) è stato un nobile e condottiero italiano, membro della famiglia Lodron.

## Biografia

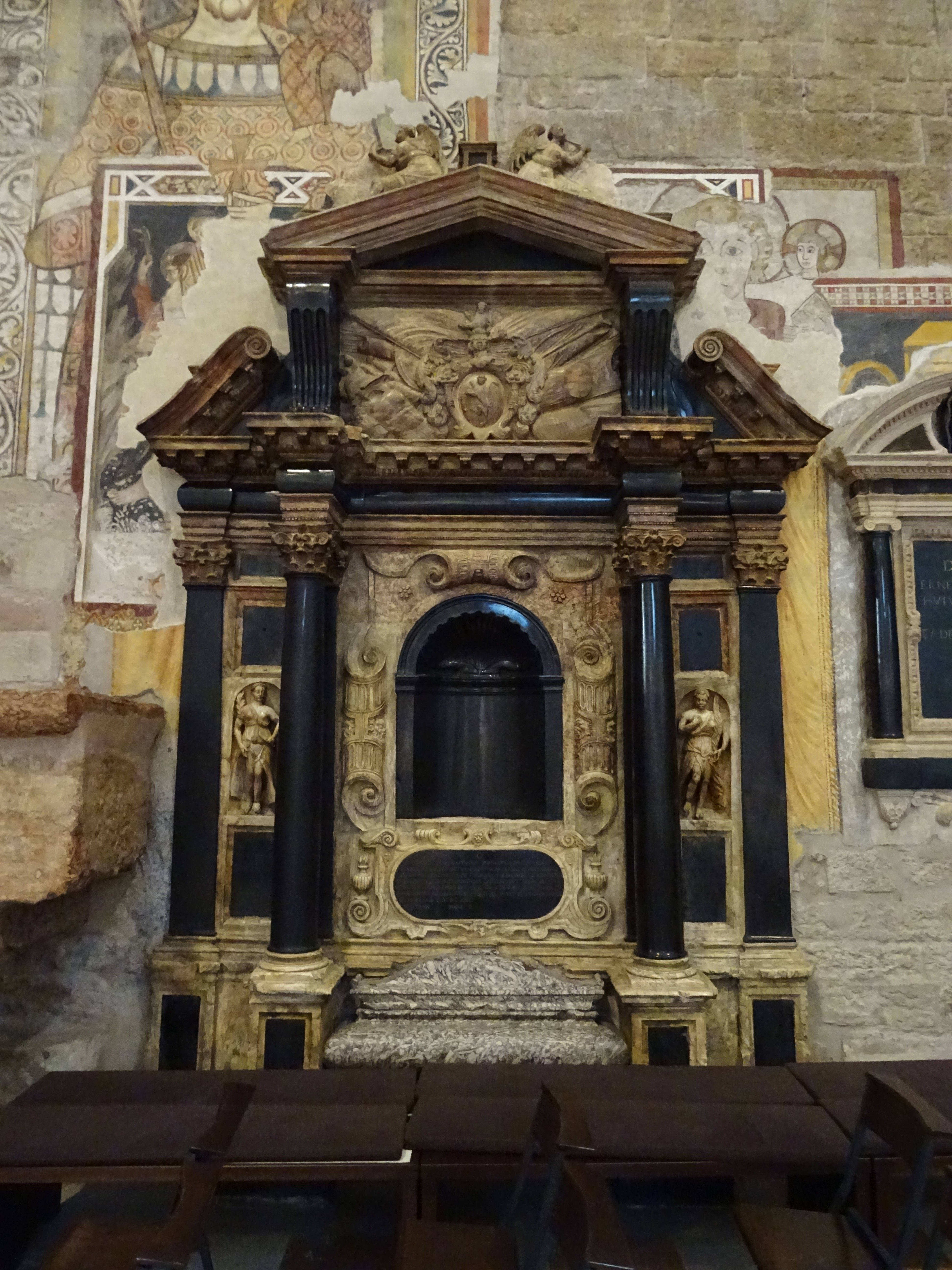
Il cenotafio di Ludovico Lodron nel duomo di Trento

Figlio del conte Paride V Lodron e della moglie Gerolama Calepino, secondo di quattordici fratelli. Il primo episodio documentato della sua carriera militare è la sua presenza tra i difensori durante l'assedio di Malta del 1565; combatte a Emden nel 1568 (guerra degli ottant'anni), venendo sconfitto e riuscendo fortunosamente a salvarsi la vita. Nel 1571 è tra i capitani della Lega Santa che partecipano alla battaglia di Lepanto, e nel 1575 è ancora documentato con altri generali a Napoli. 
Nel 1577 è di nuovo a Trento e si celebra il suo matrimonio con Susanna Beatrice Lodron (figlia di Paride Lodron di Castelnuovo); contemporaneamente commissiona anche la costruzione del palazzo Lodron, edificato tra il 1574 e il 1577 e decorato con un primo ciclo di affreschi nel 1583. La moglie muore nel 1587, e l'anno seguente il conte sposa in seconde nozze la giovane contessa Margherita von Hohenems (figlia di Giacomo Annibale e di Ortensia Borromeo dei conti di Arona, quest'ultima sorella di san Carlo); per l'occasione viene realizzato un nuovo ciclo di affreschi nel palazzo.
Da entrambe le mogli non ha discendenza; morto nel 1604, viene sepolto nel duomo di Trento, dove tuttora si trova il suo cenotafio, commissionato dallo stesso Lodron nel 1600 per sé e per la prima moglie e realizzato forse da Paolo Carneri.